# Castromediano
Castromediano is een plaats (frazione) in de Italiaanse gemeente Cavallino.